# Fotboll vid olympiska sommarspelen 1900
Fotboll vid olympiska sommarspelen 1900 i Paris var den första olympiska fotbollsturneringen. Bara två demonstrationsmatcher spelades, och inga medaljer delades ut. Ändå räknar den internationella olympiska kommittén Storbritannien som guldmedaljör, Frankrike som silvermedaljör och Belgien som bronsmedaljör.
Fotbollsmatcherna spelades på Velodrome Municipal de Vincennes i Paris.

## Medaljfördelning
| Medaljfördelning |                |      |        |       |        |
| Placering        | Nation         | Guld | Silver | Brons | Totalt |
| 1                | Storbritannien | 1    | 0      | 0     | 1      |
| 2                | Frankrike      | 0    | 1      | 0     | 1      |
| 3                | Belgien        | 0    | 0      | 1     | 1      |

## Medaljsummering
| Gren   | Guld | Silver | Brons |
| Herrar | Storbritannien John H. Jones Claude Buckenham William Gosling Alfred Chalk T. E. Burridge William Quash Arthur Turner F. G. Spackman J. Nicholas James Zealley A. Haslam | Frankrike Pierre Allemane Louis Bach Alfred Bloch Fernand Canelle Duparc Eugène Fraysse Virgile Gaillard Georges Garnier René Grandjean Lucien Huteau Marcel Lambert Maurice Macaine Gaston Peltier | Belgien Albert Delbecque Hendrik van Heuckelum Raul Kelecom Marcel Leboutte Lucien Londot Ernest Moreau de Melen Edmond Neefs Georges Pelgrims Alphonse Renier Emile Spannoghe Eric Thornton |

## Turneringar

### Herrarnas turnering
| Placering | Lag                     | Land           | Rekord  | Rekord    | Rekord | Mål    | Mål       |
| Placering | Lag                     | Land           | Vinster | Förluster | %      | Gjorda | Insläppta |
| --------- | ----------------------- | -------------- | ------- | --------- | ------ | ------ | --------- |
| Guld      | Upton Park FC           | Storbritannien | 1       | 0         | 1.000  | 4      | 0         |
| Silver    | USFSA XI                | Frankrike      | 1       | 1         | .500   | 6      | 6         |
| Brons     | Université de Bruxelles | Belgien        | 0       | 1         | .000   | 2      | 6         |

| 20 oktober 1900                                         | 20 oktober 1900 | 20 oktober 1900 | 20 oktober 1900 | 20 oktober 1900                                | 20 oktober 1900 |
| ------------------------------------------------------- | --------------- | --------------- | --------------- | ---------------------------------------------- | --------------- |
| USFSA XI                                                | 0               | –               | 4               | Upton Park FC                                  | (Publik: 500)   |
|                                                         |                 |                 |                 | 2′ J. Nicholas ?′ Turner ?′ J. Zealey ?′ Okänd |                 |
| 23 oktober 1900                                         |                 |                 |                 |                                                |                 |
| USFSA XI                                                | 6               | –               | 2               | Université de Bruxelles                        | (Publik: 1500)  |
| Peltier 1′ Okänd ?′ Okänd ?′ Okänd ?′ Okänd ?′ Okänd ?′ |                 |                 |                 | ?′ W. Spanoghe ?′ van Heuckelum                |                 |

I första matchen vann britterna över USFSA XI. Upton Park FC ledde med 2–0 efter första halvlek, och gjorde två mål till i andra halvleken och kunde vinna med 4–0.
Andra matchen var jämnare. Peltier gjorde mål i matchens första minut och gav USFSA XI ledningen tidigt i matchen, men Université de Bruxelles gjorde två mål och tog ledningen med 2–1 inför halvtidspausen. Fransmännen gjorde dock två mål i andra halvleken, och vann slutligen med 6–2.

## Laguppställningar
Huvudartikel: Spelartrupper i fotboll vid olympiska sommarspelen 1900

### Fotnoter
1. ↑  Representerade av Upton Park F.C.
2. ↑  Representerade av Club Française
3. ↑  Representerade av Université de Bruxelles